# Lempdes
Lempdes ist eine französische Gemeinde im Département Puy-de-Dôme in der Region Auvergne-Rhône-Alpes im Zentrum Frankreichs. Die Gemeinde gehört zum Arrondissement Clermont-Ferrand, ist Teil des Kantons Pont-du-Château und hat 8.646 Einwohner (Stand: 1. Januar 2022).

## Geographie
Lempdes wird umgeben von den Nachbargemeinden Pont-du-Château im Norden und Nordosten, Mur-sur-Allier mit Dallet im Osten, Cournon-d’Auvergne im Süden, Clermont-Ferrand im Westen und Aulnat im Nordwesten.
Durch die Gemeinde führen die Autoroute A711 und die Autoroute A712. Ein Teil des Flughafens Clermont-Ferrand Auvergne befindet sich im Gemeindegebiet
Lempdes ist Teil des Weinbaugebiet Côtes d’Auvergne.

## Gemeindepartnerschaft
Mit der deutschen Gemeinde Hallstadt im bayerischen Oberfranken besteht seit 1992 eine Partnerschaft. Seit 2018 ist auch Mangualde in Portugal, wo 1990 der letzte Citroën 2CV vom Band lief, Partnerstadt von Lempdes.

## Persönlichkeiten
- Jean-Baptiste Lamy (1814–1888), Erzbischof von Santa Fe (New Mexico)
- Pierre-Jules Boulanger (1885–1950), zuletzt Citroën-Manager, „Vater“ des 2CV, lebte von 1926 bis zu seinem tödlichen Autounfall in Lempdes, wo er auch begraben ist.